# Supercopa d'Europa de futbol 2011
La Supercopa d'Europa de futbol 2011 és una competició organitzada per la UEFA que enfrontà el campió de la Lliga de Campions 2010-11, el FC Barcelona, i el guanyador de la Lliga Europa de la UEFA 2010-2011, el FC Porto. El partit es jugà el 26 d'agost del 2011 a l'Estadi Louis II de Mònaco, i el guanyà el FC Barcelona per 2 gols a zero.

## Seu
L'estadi Louis II de Mònaco fou la seu de la competició, igualment com cada any des de 1998. Construït el 1985, l'estadi és la seu també de l'AS Monaco, que juga a la lliga francesa de futbol.

## Equips
| Equip        | Classificació                                     | Participacions prèvies (la negreta indica victòria) |
| ------------ | ------------------------------------------------- | --------------------------------------------------- |
| FC Barcelona | Campió de la Lliga de Campions de la UEFA 2010–11 | 1979, 1982, 1989, 1992, 1997, 2006, 2009            |
| FC Porto     | Campió de la Lliga Europa de la UEFA 2010–11      | 1987, 2003, 2004                                    |

## El partit

### Detalls
| FC Barcelona         | 2-0     | FC Porto |
| -------------------- | ------- | -------- |
| Messi 37' · Cesc 87' | Informe |          |

| Barcelona | Porto |

|                 |    |                     |     |     |
|                 |    |                     |     |     |
| GK              | 1  | Víctor Valdés       |     |     |
| RB              | 2  | Daniel Alves        |     |     |
| CB              | 14 | Javier Mascherano   |     |     |
| CB              | 22 | Éric Abidal         |     |     |
| LB              | 21 | Adriano             |     | 63' |
| DM              | 15 | Seydou Keita        |     |     |
| CM              | 6  | Xavi (c)            |     |     |
| CM              | 8  | Andrés Iniesta      | 51' |     |
| RF              | 17 | Pedro               |     | 80' |
| SS              | 10 | Lionel Messi        |     |     |
| LF              | 7  | David Villa         |     | 61' |
| Suplents:       |    |                     |     |     |
| GK              | 36 | Oier Olazábal       |     |     |
| DF              | 24 | Andreu Fontàs       |     |     |
| MF              | 4  | Cesc Fàbregas       |     | 80' |
| MF              | 11 | Thiago Alcântara    |     |     |
| MF              | 16 | Sergio Busquets     |     | 63' |
| MF              | 28 | Jonathan dos Santos |     |     |
| FW              | 9  | Alexis Sánchez      |     | 61' |
| Entrenador:     |    |                     |     |     |
| Josep Guardiola |    |                     |     |     |

|               |    |                    |          |     |
|               |    |                    |          |     |
| GK            | 1  | Helton (c)         |          |     |
| RB            | 21 | Cristian Săpunaru  |          |     |
| CB            | 14 | Rolando            | 65', 86' |     |
| CB            | 30 | Nicolás Otamendi   |          |     |
| LB            | 13 | Jorge Fucile       |          |     |
| DM            | 23 | Souza              |          | 77' |
| CM            | 6  | Fredy Guarín       | 82', 90' |     |
| CM            | 8  | João Moutinho      |          |     |
| RW            | 12 | Hulk               |          |     |
| CF            | 11 | Kléber             |          | 77' |
| LW            | 10 | Cristian Rodríguez | 30'      | 69' |
| Suplents:     |    |                    |          |     |
| GK            | 31 | Rafael Bracalli    |          |     |
| DF            | 4  | Maicon             |          |     |
| MF            | 7  | Fernando Belluschi |          | 77' |
| MF            | 25 | Fernando           |          | 77' |
| MF            | 35 | Steven Defour      |          |     |
| FW            | 17 | Silvestre Varela   |          | 69' |
| FW            | 20 | Djalma             |          |     |
| Entrenador:   |    |                    |          |     |
| Vítor Pereira |    |                    |          |     |

| Millor jugador del partit: Andrés Iniesta (Barcelona) |

| Àrbitres assistents: Erwin Zeinstra (Països Baixos) Berry Simons (Països Baixos) Quart àrbitre: Bas Nijhuis (Països Baixos) Àrbitres assistents addicionals: Richard Liesveld (Països Baixos) Danny Makkelie (Països Baixos) | Regles del partit - 90 minuts. - 30 minuts de temps afegit en cas necessari. - Tanda de penals en cas d'empat després del temps afegit. - Set suplents disponibles. - Tres canvis permesos com a màxim. |

| Supercopa d'Europa 2011  |
| ------------------------ |
| Catalunya                |
| FC Barcelona Quart títol |

### Estadístiques
|                       | Barcelona | Porto |
| --------------------- | --------- | ----- |
| Gols marcats          | 1         | 0     |
| Xuts totals           | 4         | 5     |
| Xuts entre els 3 pals | 2         | 1     |
| Recuperacions         | 1         | 1     |
| Possessió             | 70%       | 30%   |
| Córners llançats      | 3         | 3     |
| Faltes comeses        | 5         | 7     |
| Fores de joc          | 5         | 0     |
| Targetes grogues      | 0         | 1     |
| Targetes vermelles    | 0         | 0     |

|                       | Barcelona | Porto |
| --------------------- | --------- | ----- |
| Gols marcats          | 1         | 0     |
| Xuts totals           | 5         | 3     |
| Xuts entre els 3 pals | 3         | 1     |
| Recuperacions         | 1         | 2     |
| Possessió             | 70%       | 30%   |
| Córners llançats      | 2         | 4     |
| Faltes comeses        | 4         | 11    |
| Fores de joc          | 3         | 0     |
| Targetes grogues      | 1         | 3     |
| Targetes vermelles    | 0         | 2     |

|                       | Barcelona | Porto |
| --------------------- | --------- | ----- |
| Gols marcats          | 2         | 0     |
| Xuts totals           | 9         | 8     |
| Xuts entre els 3 pals | 5         | 2     |
| Recuperacions         | 2         | 3     |
| Possessió             | 69%       | 31%   |
| Córners llançats      | 5         | 7     |
| Faltes comeses        | 9         | 18    |
| Fores de joc          | 8         | 0     |
| Targetes grogues      | 1         | 4     |
| Targetes vermelles    | 0         | 2     |

|                     |
| Campió FC Barcelona |
| Quart títol         |